# Jarkon
Jarkon (hebrejsky נחל הירקון‎, [Nachal ha-Jarkon]) je řeka protékající Centrálním distriktem Státu Izrael. Její celková délka je 27,5 km. Jedná se o nejdelší izraelskou řeku vlévající se do moře.

## Průběh toku
Pramení severně od města Petach Tikva a ústí do Středozemního moře. Protéká sedmi městy aglomerace Tel Avivu, včetně města Ramat Gan, a chráněnou oblastí park Jarkon v Tel Avivu. Těsně před ústím do Středozemního moře přijímá zleva tok Nachal Ajalon, který sem byl přeložen ve 20. století z původní trasy, kdy ústil do Středozemního moře samostatně, poblíž Jaffy.
Výrazným pravobřežním přítokem Jarkonu je vádí Nachal Kana, které pramení na Západním břehu Jordánu.

## Vodní režim

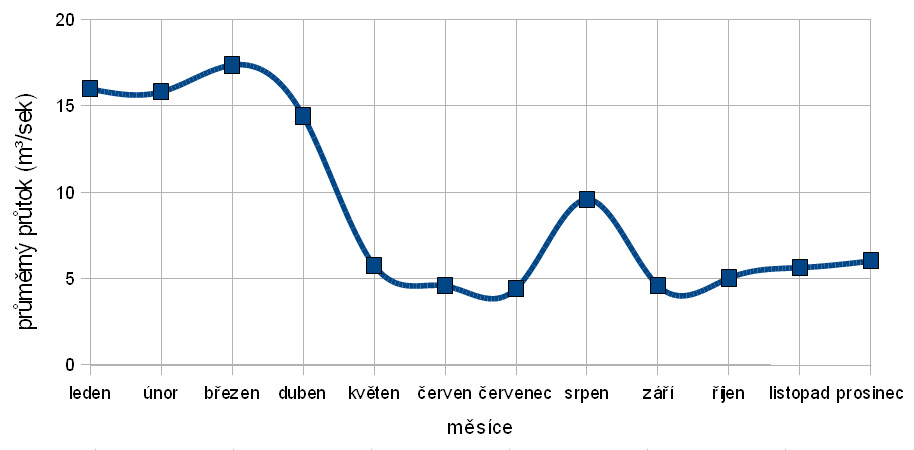
Průměrný měsíční průtok (1969–1975)
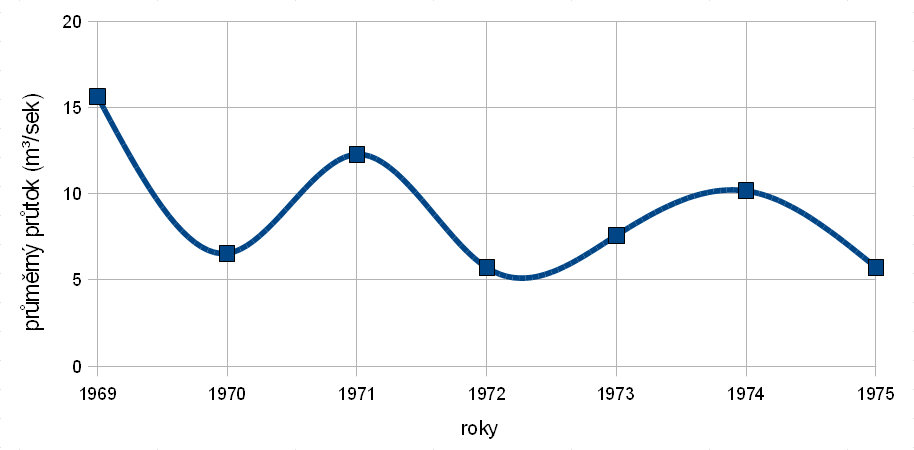
Průměrný roční průtok (1969–1975)

## Správa řeky Jarkon
V 50. letech byla řeka velmi znečištěná, což se přikládá výstavbě elektrárny poblíž jejího pramene. Nedlouho poté se však situace zlepšila. V roce 1955 došlo opět ke značnému zhoršení kvality vody, když začala být část toku odváděna vodními čerpadly Národního rozvaděče vody do jižních oblastí státu za účelem zavlažování Negevské pouště. Dílčím úbytkem vody došlo k zvýšení poměru splaškových vod, které vedly ke zničení přirozeného výskytu některých rostlinných a živočišných druhů.
Za účelem zlepšení nastalé situace byla v roce 1988 založena Správa řeky Jarkon. Dnes je Správa odpovědná za čištění, obnovu a rozvoj řeky, stejně jako kontrolu kvality vody. Při čištění řeky byly odstraněny stovky tun smetí, došlo k také k čištění břehů, podél nichž vznikly stezky pro pěší.

## Historie
V období Osmanské říše tvořila řeka jižní hranici vilájetu Bejrút.
16. července 1997 zahynuli čtyři členové australské delegace Makabejských her, v důsledku zřícení provizorního mostu pro pěší přes řeku Jarkon.